# Дельта-лоцман

Де́льта-ло́цман — структурний підрозділ державного підприємства «Адміністрація морських портів України» (ДП «АМПУ»).

## Історія
18 січня 1998 року в Миколаєві було утворене державне підприємство «Дельта-лоцман». Засновником виступило Міністерство інфраструктури України. У 2013 відбувається реорганізація підприємства і з набранням чинності Закону України «Про морські порти України» воно входить як філія до щойно утвореного державного підприємства «Адміністрація морських портів України».

## Господарська діяльність
Основним видом діяльності Філії ДП «АМПУ» «Дельта-лоцман» є допоміжне обслуговування водного транспорту. Інші:
- будівництво водних споруд;
- інша діяльність у сфері електрозв'язку;
- діяльність у сфері інжинірингу, геології та геодезії, надання послуг технічного консультування в цих сферах[2].

Підприємсттво надає послуги з лоцманського проведення суден та регулювання руху суден в акваторіях і на підхідних каналах усіх морських портів та терміналів України, на Бузько-Дніпровсько-лиманському (БДЛК) та Херсонському морському (ХМК) каналах, глибоководному судновому ході (ГСХ) Дунай-Чорне море, на підхідних каналах морських портів: Маріуполь, Бердянськ, Керч, Феодосія, Ялта, Севастополь, Євпаторія, Херсон, Миколаїв, Очаків, Южне, Одеса, Чорноморськ, Вилкове, Кілія, Ізмаїл, Рені.

## Підрозділи
- 2 єдині морські лоцманські служби.
- 4 портові лоцманські служби.

Підрозділи проводять діяльність у північно-західній частині Чорного моря, в басейні Дунаю, Бузько-Дніпровський та Азовському басейнах.

## Технічна оснащеність
Філія «Дельта-лоцман» ДП «АМПУ» має 13 центрів і постів регулювання руху суден (РРС), 10 автоматизованих радіолокаційних постів, 4 радіотехнічних поста зв'язку.
Власний спеціалізований флот підприємства складається з 19 лоцманських і 3 промірних катерів, багатоцільового буксира льодового класу та днопоглиблювального флоту, до якого входять земкараван «Ріон» та самовідвізні землесоси «Інгульський», «Меотида» та «Тилигульський».
На базі філії «Дельта-лоцман» функціонує галузевий тренажерний центр з підготовки та перепідготовки морських лоцманів та лоцманів-операторів служб регулювання руху суден.

## Участь у міжнародних організаціях
ДП «Дельта-лоцман» прийнято в члени керівного комітету із впровадження проєкту Річкових інформаційних служб (РІС) IRIS Europe II.